# Uko Walles
Uko (ook Ucke of Uke) Walles (1593 - Sylmönken, 15 februari 1653) was een landbouwer en leider van de naar hem genoemde doopsgezinde sekte van de Ukowallisten.

## Leven en werk
Uko Walles was boer in het Groningse Noordbroek. Hij behoorde tot de doopsgezinde richting van de Vlamingen, een mystiek getinte doperse richting. Walles werd voorganger van deze groep in zijn woonplaats Noordbroek. In 1628 sloot hij zich aan bij Jan Luies, die zich op een conferentie te Middelstum verzette tegen een samengaan met andere doperse stromingen. Zij scheiden zich af van de Vlamingen en vormden een eigen groepering met de naam Groninger Oude Vlamingen, een strenge en conservatieve gemeenschap. Na het overlijden van Luies in 1637 werd Walles de leider van deze doperse sekte. Zijn volgelingen werden dan ook wel de Ukowallisten genoemd. Zij huldigden onder meer de opvatting, dat het verraad van Judas niet automatisch betekende, dat hij niet gered zou kunnen zijn. Door zijn daad was Christus immers gestorven en konden gelovigen gered worden. Dit stond haaks op de gangbare opvatting binnen de Nederduits Gereformeerde Kerk, dat niet bekeerde zondaren in het hiernamaals gestraft zouden worden voor hun aardse daden. Vanwege zijn opvattingen werd Walles in 1637 uit de provincie verbannen en mochten zijn volgelingen in Stad en de Ommelanden niet meer bijeenkomen. Walles wist echter in het hele land volgelingen te verwerven en keerde regelmatig in het geheim terug naar het Groningse en kon daar aanvankelijk zijn gang weer gaan. In 1644 werd hij enige tijd gevangengezet in Delfzijl. Hij werd na twee maanden vrijgelaten en opnieuw verbannen. Na omzwervingen door Friesland en Holland vestigde hij zich uiteindelijk in Oost-Friesland, waar hij in Sylmönken een kloosterboerderij pachtte. Ook in deze streek stichtte hij diverse gemeenten. Bij zijn overlijden in 1653 waren er vijftig gemeenten waar zijn opvattingen verkondigd werden door meer dan honderd predikers verspreid over een groot gebied in de Noordelijke Nederlanden en in Oost-Friesland. Via Duitse emigranten werd zijn leer ook verspreid naar Polen en naar Oekraïne en kwam via een naar Amerika geëmigreerde groep ook in het Amerikaanse Kansas terecht. Het gedachtegoed van Walles was onder meer beïnvloed door mystieke schrijvers als David Joris en Jakob Böhme. Hij wordt wel gezien als een van de wegbereiders voor het piëtisme van de 18e eeuw.
Walles was tweemaal getrouwd. In 1615 trouwde hij te Noordbroek met Haijcke Harmens en voor 1637 met Tyackjen Ulferts. Na zijn overlijden in 1653 in het Oost-Friese Sylmönken werd zijn stoffelijk overschot naar Woldendorp gebracht, waar hij werd begraven bij de Petruskerk aldaar. Dit gebeurde mogelijk om te voorkomen dat hij een oneervolle begrafenis kreeg, maar het was tegelijkertijd ook zijn thuiskomst uit ballingschap.